# Richard Stevens
Richard Stevens (1868-1919) est un joueur américain de tennis. Six 1/4 de finale à l'US Open.

## Carrière
Il a joué environ de 1885 à 1916.
- US Open : quarts de finale en 1892, 1893, 1894, 1896, 1898, 1905, il a joué 21 US Open.